# ジム・ロバーツ
ジム・ロバーツ（Jim Roberts、1987年9月3日 - ）は、イギリスの車いすラグビー選手。ウェールズウェルシュプール出身。

## 略歴
大学時代、細菌性髄膜炎により両足が麻痺して、ナースに勧められて車いすラグビーを始める。
2016年、リオデジャネイロパラオリンピック競技大会のイギリス代表に選ばれる。
そして2021年、東京2020パラオリンピック競技大会イギリス代表に選ばれて金メダル獲得。